# L.A. 콤플렉스
L.A. 콤플렉스(The L.A. Complex)는 2012년 1월 10일부터 9월 24일까지 머치뮤직에서 방영된 드라마이다.